# トラシュメーデース
トラシュメーデース（古希: Θρασυμήδης, Thrasymēdēs）は、ギリシア神話の人物である。長母音を省略してトラシュメデスとも表記される。ピュロス王ネストールの子で、ペルセウス、ストラティオス、アレートス、エケプローン、アンティロコス、ペイシストラトス、ペイシディケー、ポリュカステーと兄弟。シロスの父、アルクマイオーンの祖父で、アテーナイのアルクマイオニダイの祖。

## 神話
トラシュメーデースはネストールやアンティロコスとともにトロイア戦争に参加した。ピュロスの軍勢15隻を率いたともいわれる。トラシュメーデースはキマイラを育てたというアミソーダロスの子マリスを倒した。またパトロクロスがアキレウスの鎧をまとって戦っている間、ネストールの指示でアンティロコスとともに前線から離れたところで味方に気を配りながら戦った。そしてアンティロコスがパトロクロスの死をアキレウスに知らせに行ったとき、彼がピュロス勢を指揮した。
後にアンティロコスがメムノーンに討たれたとき、トラシュメーデースはメムノーンを討とうとして果たせなかった。しかしアカマースを攻撃して戦場から退かせ、また木馬作戦に参加した。
戦後、トラシュメーデースはネストールとともに無事にピュロスに帰り、テーレマコスにも会った。

## その他の人物
- ペーネロペーの求婚者の一人。ドゥーリキオン出身[11]。